# Magnetoencefalografia
Magnetoencefalografia (MEG) é uma técnica de mapeamento da atividade do cérebro humano por meio de detecção de campo magnético produzido por correntes elétricas que existem naturalmente no cérebro. A técnica faz o uso de magnetômetros altamente sensíveis. A MEG permitiu a identificação de áreas mais e menos ativas do cérebro e auxiliou na localização de regiões responsáveis pela epilepsia em alguns indivíduos. Ela também ajudou a refutar o mito do uso de 10% do cérebro.